# Zyziphora
Zyziphora is een geslacht van insecten uit de familie van de Bochelvliegen (Phoridae), die tot de orde tweevleugeligen (Diptera) behoort.

## Soort
- Z. hirtifrons Peterson and Robinson, 1976